# Общая программа

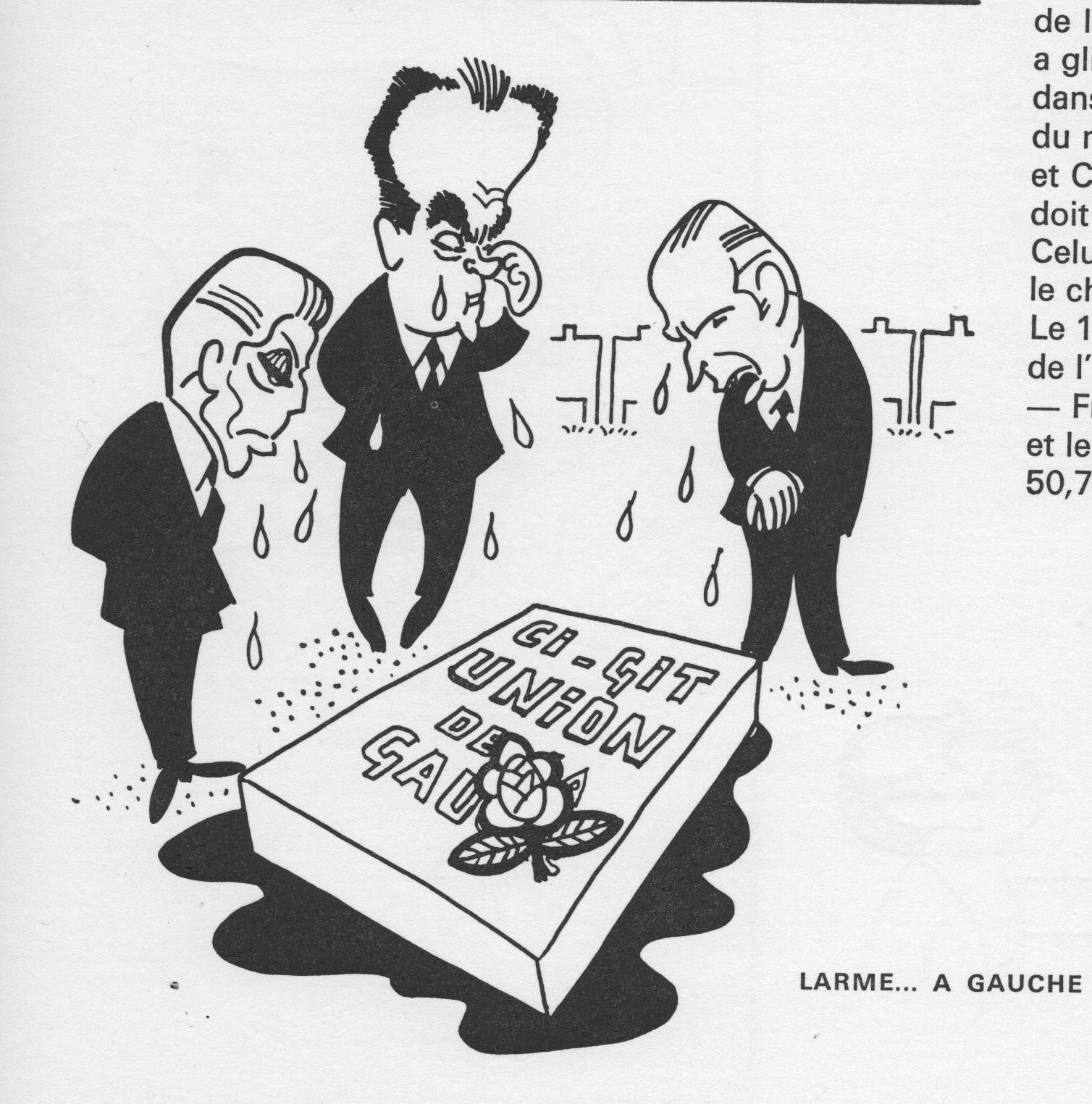
Робер Фабре, Жорж Марше и Франсуа Миттеран у гробницы альянса левых. Мультфильм, нарисованный Морисом Турнадом в 1980 году

«Общая программа» (также «Общая правительственная программа») (фр. Programme commun) — политическая программа, заключённая 27 июня 1972 года Социалистической, Коммунистической и Радикальной левой партиями и предусматривающая проведение широких политических и экономических реформ в русле демократического социализма и кейнсианства. Окончательно оформив альянс между этими тремя партиями, соглашение способствовало росту популярности левых сил Франции и обеспечило победу единого кандидата от СП, ФКП и РЛП Франсуа Миттерана на президентских выборах 1981 года.
Миттеран назначил премьер-министром социалиста Пьера Моруа, который сформировал правительство с участием 4 левых радикалов и 1 демократа, однако в условиях господства в парламенте голлистской партии «Объединение в поддержку республики» провести определённые программой реформ оно не могло. Тогда президент распустил парламент и на досрочных выборах альянс левых сил достиг самого лучшего результата в своей истории (36% и 266 мест у СП, 16% и 44 места у ФКП и 1% и 14 мест у РЛП), сформировав устойчивое парламентское большинство. Во второй кабинет Моруа впервые с 1947 года вошли 4 министра-коммуниста, а также 1 демократ и 2 левых радикала.
Начатые в 1981 году правительством реформы привели, с одной стороны, к улучшению социальных условий и увеличению роли государства в экономике, с другой — к росту бюджетного и торгового дефицита, что вызвало недовольство ЕЭС. В 1983 году Миттеран, желая оставаться в рамках европейской монетарной системы, приостановил реформы и начал отменять часть из них, вводя режим «бюджетной экономии», что привело к выходу из правительства Моруа коммунистов, далее отставке самого Моруа и формированию правительства Лорана Фабиуса, расколу левого альянса и, впоследствии, к поражению его членов на парламентских выборах 1986 года.

## Положения
- «Жить лучше, изменить жизнь»: 
  - Повышение минимальной заработной платы до 1000 франков, увеличение пенсий и социальных пособий,
  - Снижение продолжительности рабочей недели до 39 часов,
  - Законодательное закрепление пенсионного возраста для мужчин — 60 лет, для женщин — 55 лет,
  - Принятие нового Трудового кодекса, гарантирование прав профсоюзов,
  - Отмена реформы социального обеспечения 1967 года,
  - Бесплатная помощь социально незащищённым категориям населения,
  - Строительство ежегодно 700 тыс. единиц социального жилья,
  - Борьба с загрязнением воздуха и воды,
  - Бесплатное образование,
  - Поддержка культурной самодеятельности,
  - Гарантирование гендерного равенства,
  - Продление декретного отпуска до 16 недель,
  - Легализация абортов,
  - Снижение возраста совершеннолетия с 21 года до 18 лет,
  - Сокращение срока военной службы на 6 месяцев.

- «Демократизация экономики, развитие государственного сектора, планирование прогресса»: 
  - Обеспечение всеобщей занятости населения,
  - Национализация стратегических отраслей экономики,
  - Рост рентабельности производства,
  - Поддержка малого и среднего бизнеса,
  - Ввод плановых начал в экономику, в первую очередь в промышленность и сельское хозяйство,
  - Государственное регулирование ценообразования,
  - Демократизация Банка Франции и Национального кредитного совета,
  - Создание Национального инвестиционного банка.

- «Демократизация институтов, обеспечение и развитие свобод»: 
  - Неприкосновенность личности,
  - Право на убежище,
  - Отмена так называемого закона «О борьбе с нарушителями»,
  - Преобразование Конституционного совета в Верховный суд,
  - Демократизация полиции,
  - Независимость судебной системы,
  - Отмена смертной казни,
  - Переход к пропорциональной системе голосования,
  - Отмена статьи 16 Конституции Франции,
  - Демократизация Сената,
  - Ввод системы тендеров,
  - Децентрализация государственных органов,
  - Гарантирование свободного доступа к информации,
  - Предоставление эфирного времени на ORTF оппозиции.

- «Содействие миру и развитию международного сотрудничества»: 
  - Военная реформа,
  - Ядерное разоружение,
  - Одновременный роспуск ОВД и НАТО,
  - Развитие интеграции в рамках ЕЭС,
  - Участие Франции в ЕСХП,
  - Разрыв всех связей с режимом апартеида ЮАР и франкистской Испанией,
  - Дипломатическое признание КНДР, ГДР и Вьетконга.
  - Предоставление права на самоопределение колониальным владениям Франции,
  - Помощь странам третьего мира,
  - Поддержка движений за независимость[2].

## Перед выборами. Разногласия в рядах левых
Подписание «Общей программы» ознаменовало новое начало роста популярности левых сил, позиции которых существенно ослабли во времена правления де Голля и Помпиду, а также фактический переход ведущей роли в них от ФКП к PS. На муниципальных выборах в марте 1977 года социалисты, коммунисты и левые радикалы (в ряде мест впервые выдвинув единых кандидатов) одерживают победу в большинстве департаментов, однако результаты ФКП оказались существенно ниже, чем у социалистов, что вкупе с опасениями в отходе последних от «Общей программы» вызвало трения между этими двумя партиями. ФКП потребовала утверждения плана национализации предприятий и повышения роли профсоюзов, с чем была не согласна PS, считавшая эти шаги слишком радикальными для себя. Между партиями начались переговоры об уточнении программы. 28 июля 1977 года Миттеран заявил об отказе возглавляемой им партии от «независимой национальной обороны», в чём глава коммунистов Жорж Марше усмотрел доказательство готовности Социалистической партии отвергнуть «Общую программу». 14 сентября Робер Фабре заявил, что Радикальная левая партия покидает переговоры.
В ночь с 21 на 22 сентября переговоры были прерваны — урегулировать спорные вопросы между ФКП и PS не удалось. Все три партии пошли на парламентские выборы в следующем году порознь друг от друга, отказавшись от «Общей программы» и выдвинув 3 списка, в конечном итоге проиграв с незначительным отставанием (13 274 012 против 13 276 296 голосов) правоцентристскому «Союзу за французскую демократию» и голлистскому «Объединению в поддержку республики».
PS впервые набрала больше голосов, чем ФКП (6 451 151 против 5 870 402), что лишь убедило Марше в неискренности Миттерана и его намерении нивелировать рост поддержки компартии, достигнутый в 1976-1977 годах после её перехода на позиции еврокоммунизма и дистанцирования от КПСС.
Поражение на парламентских выборах вынудило PS, ФКП и MRG, несмотря на сложные межличностные отношения между Марше, Фабре и Миттераном, вновь пойти на сближение друг с другом. Партии договорились, что выдвинут на президентские выборы 1981 года единого кандидата, который обязуется придерживаться «Общей программы». Таким кандидатом закономерно стал глава наиболее популярной партии — Франсуа Миттеран. Однако в последний момент Марше решил выдвинуться самостоятельно, что вновь привело к распылению голосов левого электората в первом туре выборов (за Миттерана проголосовало 7 505 960 человек, за Марше — 4 456 922, а за действующего президента Валери Жискар д'Эстена — 8 222 432). Во втором туре Марше призвал своих сторонников голосовать за Миттерана, что и дало тому победу (15 708 262 голосов против 14 642 306 у Жискара д'Эстена).

## Критика
«Общая программа» была подвергнута критике как за свои политические, так и за экономические положения. 
С экономической точки зрения, положения программы (повышение зарплат и пособий) требовали серьёзного финансирования, источники которого (повышенные подоходный налог, налог на наследство и налог на прибыль) предполагали рост налоговой нагрузки на зажиточные слои и не могли не вызвать их сопротивление.
С геополитической точки зрения, Социалистическая партия настаивала на сохранении членства Франции в Европейском экономическом сообществе, однако реализация программы глубоких преобразований социалистического характера прямо вела к росту напряжённости в отношениях между Францией и руководящими органами ЕЭС. Помимо этого, требования ядерного разоружения и сокращения срока военной службы на полгода в условиях Холодной войны были нереализуемы и вызывали недовольство НАТО.